# Nosy Hara
Nosy Hara je otočić na krajnjem sjeveru Madagaskara.

## Zemljopisni položaj i svojstva
Nosy Hara pripada otočju Nosy Hara. Nalazi se zapadu pokrajine Antsiranane, a od glavnog otoka Madagaskara je udaljen 5 km.

## Zanimljivosti
Samo na ovom otoku je pronađena minijaturna vrsta kameleona, velikog svega 16 milimetara po imenu Brookesia micra.